# Cleveland Morgan
Pour les articles homonymes, voir Morgan.
Cleveland Morgan est un collectionneur, gestionnaire de musée et philanthrope canadien, né le 1er décembre 1881 à Montréal où il est mort le 3 octobre 1962. 

## Biographie
Fils d'Anna Elizabeth Lyman et de James II Morgan (propriétaire du magasin Morgan's (en)), est petit-fils du fondateur Henry Morgan, Cleveland Morgan est très jeune entouré de culture. 
Son père est un proche ami de William Cornelius Van Horne et un membre très actif de l’Art association of Montreal (qui devient plus tard le Musée des beaux-arts de Montréal). Très jeune, avec ses amis, Cleveland Morgan amasse un nombre important d'objets (timbres, roches, coquillages, fossiles, boîtes de fer blanc, etc).
Il a environ 10 ans lorsque le magasin Morgan déménagea sur la rue Sainte-Catherine, face au Square Phillips, à deux pas de l'Art Gallery (résidence d'alors de l'Art association). Adolescent, il connaissait par cœur la collection permanente et assistait parfois à des cours d'histoire de l'art. Il part étudier au Trinity College à Cambridge en Angleterre. Lors de son séjour en Europe, il visite les musées et rencontre des collectionneurs. Grâce à sa fortune familiale, il peut très jeune acheter des objets rares et précieux mais aussi des objets d'usages courant appartenant aux cultures les plus diverses.
Morgan obtient des diplômes en histoire naturelle et en zoologie à l'Université McGill, mais des problèmes de vision l'amènent à consacrer sa vie à la collection d'arts décoratifs qui définit le Musée des beaux-arts de Montréal.
Il crée au sein de l'entreprise familiale (Henry Morgan and Company) une très importante section d'antiquités et d'objets d'art exotiques. Amené à parcourir le monde à titre de responsable du rayon des arts décoratifs du magasin familial, il profitera de ses voyages pour enrichir les collections du Musée. 
Il construit sa maison Le Sabot en 1912. La maison abritait sa collection personnelle d'art et d'antiquités jusqu'à sa vente en 2017.  
Il est nommé une personne d'importance historique nationale en 2014.  

### Le collectionneur de musée
Avec le temps, Cleveland Morgan prit l'habitude d'acheter des objets d'art ancien ou d'arts décoratifs que par la suite il vend, prête ou donne à l’Art association of Montreal. En 1916, le Conseil d'administration crée une nouvelle section consacrée aux objets d'arts décoratifs anciens et modernes et en donne la direction (bénévole) à Cleveland Morgan. Pendant plus de 45 ans, il joue un rôle majeur dans la composition et l'accroissement de la collection du Musée des beaux-arts de Montréal. En effet, Cleveland Morgan sut convaincre les riches familles anglophones de Montréal de faire des dons importants au Musée des beaux-arts de Montréal. Il fut lui-même le plus important donateur de l'histoire du Musée et y consacra toute sa vie. Il fait entrer au Musée pendant toutes ces années plus de sept mille pièces sous forme d’acquisitions, de legs ou de dons. Il contribue ainsi à élargir la vocation du musée, grâce à ce vaste éventail de savoir-faire, depuis les arts décoratifs anciens jusqu'au nouvel artisanat du Québec.
Cleveland Morgan fut conservateur bénévole du Musée des beaux-arts de Montréal de 1916 à 1962 et président du conseil d'administration du Musée de 1948 à 1957.